# Панское (усадьба)
Поселение Па́нское (Panskoe / Panskoye) 45°33′09″ с. ш. 32°48′47″ в. д. — представляет собой агломерацию античных греческих усадеб, состоящую из нескольких больших расположенных по соседству комплексов. Поселение Панское I — единственное из них, детально изученное археологами (исследования проводились Тарханкутской экспедицией ЛОИА АН СССР / ИИМК РАН в период 1969—1994 гг.). Усадьба расположена примерно в 5 км к юго-западу от села Межводное (Черноморский район, Крым).

## Характеристика
Усадьба датируется IV—III веком до н. э. Она занимала площадь 4 гектара, имела регулярную планировку и состояла из крупных зданий. Отдельные усадьбы были сгруппированы в довольно крупный поселок. Как считают археологи, поселения подобного типа ранее не были известны не только в составе хоры античных государств Причерноморья, но и во всем Средиземноморье эллинского времени. 

## Поселение Панское I
Усадьба Панское I представляла собой двухэтажные здания, где вход и окна располагались со стороны внутреннего двора. Стены строения делались из сырцового кирпича на каменном цоколе. Существовал водоколлектор (водосборник). Воду набирали из колодцев, которых в поселении было несколько.
В доме располагались хозяйственные складские помещения для хранения вина, зерна, масла, пресной воды, солёной рыбы; гончарные мастерские, очаг, жилые комнаты. Во время пожара второй этаж рухнул вместе со всей обстановкой, мебелью, кухонной утварью.
Эллины, жившие здесь, сохраняли традиции Древней Эллады. В составе поселения присутствовало, однако, и негреческое население.
Кроме хозяйственных и жилых помещений на поселении имелось несколько святилищ, одно из которых было посвящено Гераклу. Другое — Деметре и Сабазию (восточный прототип Диониса).
Они выращивали пшеницу, ячмень и рожь. Хлеб и вино — важнейшие с/х продукты, производимые эллинами не только в Панском, но и во всём Тарханкуте.   
Усадьба погибла в начале III века до н. э. в результате нападения варваров.